# Paratyphis parvus
Paratyphis parvus är en kräftdjursart. Paratyphis parvus ingår i släktet Paratyphis och familjen Platyscelidae. Inga underarter finns listade i Catalogue of Life.